# Lopinot Village
Lopinot Village es una villa de Trinidad y Tobago, que forma parte de la región de Tunapuna-Piarco.

## Etimología
Lleva su nombre en memoria del fundador de la misma, el conde Charles Joseph de Loppinot de la Fresilliere (1738-1819).

## Geografía
La villa abarca parte de la isla Trinidad y limita al norte con Blanchisseuse y Brasso Seco Village, al sur con Surrey Village, al este con La Laja y Arima Heights-Temple Village y al oeste con Kandahar y Five Rivers.

## Historia

### Fundación
Loppinot era un joven caballero que ascendió al rango de teniente general en el ejército francés. Salió de Francia para pasar tiempo en la colonia francesa norteamericana de Acadia (que hoy se combina con el territorio canadiense de Nuevo Brunswick, Nueva Escocia e Isla del Príncipe Eduardo). Abandonó la colonia de Acadia hacia 1755, cuando los franceses fueron expulsados del área. Luego se dirigió a Luisiana hasta que reconoció signos de futura anexión por parte de los Estados Unidos. Posteriormente, su viaje continuó hacia el territorio caribeño de Saint-Domingue (hoy conocido como Haití), que era, en ese momento, uno de los territorios más ricos del mundo en producción de azúcar. Fue en este momento que Loppinot aprovechó la oportunidad económicamente viable de convertirse en un plantador de azúcar. Pronto acumuló una gran riqueza y adquirió tierras, esclavos y una buena reputación entre sus compañeros asociados. Sin embargo, su estadía en Saint Domingue se vio limitada como resultado de los levantamientos de esclavos que comenzaron en 1791. Después de luchar junto a los británicos en un intento por recuperar la isla, huyó cuando la victoria resultó inalcanzable.
Después de este período, Loppinot solicitó al Secretario de Estado británico que las Colonias obtuvieron una compensación por la propiedad perdida en Saint Domingue. Así, cuando los británicos anexaron Trinidad en 1797, el Secretario de Estado para las Colonias dio instrucciones a Loppinot de ir a la isla para recibir una concesión de tierras por parte del gobernador, Thomas Picton. Loppinot ingresó a Trinidad en 1800 junto con su esposa, hijos y cerca de cien esclavos, pero se desilusionó al saber que Picton no había sido informado por el Secretario de Estado británico para las Colonias, por lo que no se otorgó ninguna tierra. A pesar de esto, Loppinot permaneció en Trinidad y compró una hacienda azucarera en Tacarigua. En 1805, el entonces gobernador, Thomas Hislop, lo nombró brigadier general de la milicia de Trinidad. Loppinot utilizó esta posición para solicitar nuevamente una concesión de tierras y esta vez tuvo éxito. Por lo tanto, el conde trepó las montañas del norte de Arouca hasta que descubrió tierras planas en medio del terreno montañoso. Esta vez decidió cultivar cacao en la finca, La Reconnaissance, que resultó ser una empresa exitosa. Loppinot más tarde fue nombrado miembro del Consejo de Gobierno por el gobernador, Ralph Woodford, y siguió siendo miembro hasta su muerte en 1819.

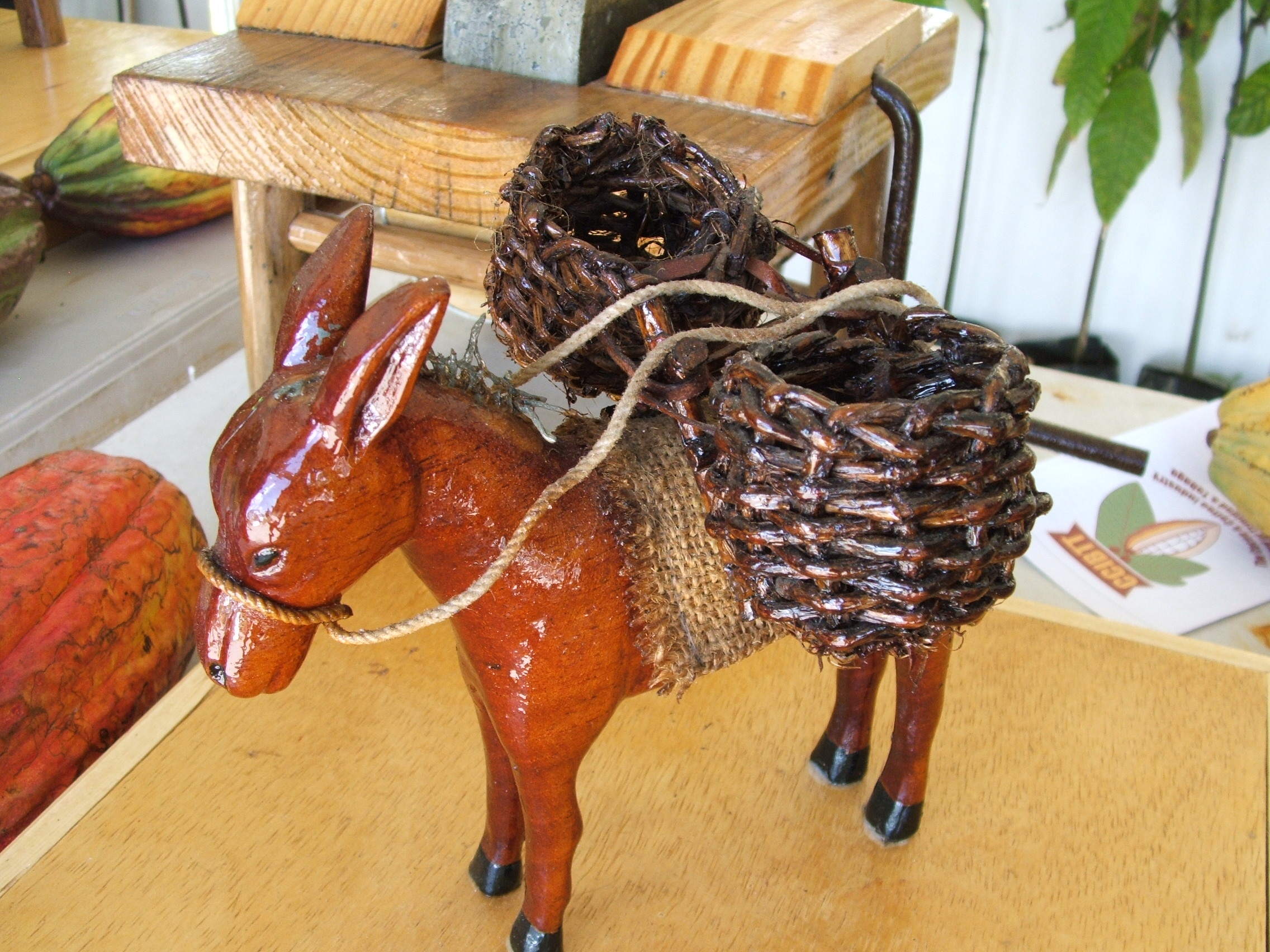
Figura de artesanía tradicional

La finca La Reconnaissance había permanecido prácticamente sin cambios hasta que el gobierno decidió construir una presa en la cercana aldea de Caura. El pueblo fue tomado por el gobierno y para proteger el suministro de agua, en 1943 y 1944, se tomaron todas las áreas adyacentes, incluida La Reconnaissance. El pueblo pasó a llamarse "Lopinot" por el hombre que lo estableció por primera vez. Después de que los aldeanos de Caura fueron evacuados del área, se les dio la opción de reasentarse en las tierras del gobierno recién adquiridas en Lopinot. La gente transfirió la Iglesia de Caura (la Iglesia de La Verónica), La escuela, y sus costumbres, cultura e idioma español para la comunidad de habla Patois de Lopinot. Muchos de los residentes originales del área son descendientes de inmigrantes criollos franceses a la isla siguiendo la Cédula de Población (1783).

### Actualidad
Hoy en día, el pequeño pueblo de Lopinot permanece sin cambios a pesar del hecho de que las fincas de cacao se han limpiado en gran medida para facilitar la construcción de la escuela, la iglesia y las casas. Las fincas de cacao aún permanecen, y muchas personas aún se dedican a la agricultura para ganarse la vida. Además, los restos de sus casas de cacao y una cárcel todavía son evidentes en el pueblo. En la década de 1970, el Patronato de Turismo de Trinidad y Tobago descubrió que la aldea de Lopinot tenía un gran potencial como sitio histórico y comenzó a restaurar estructuras antiguas para mantener el atractivo histórico de la aldea. Por lo tanto, Lopinot Village sigue siendo una parte de Trinidad y Tobago que florece con una belleza natural y casi intacta, y una historia ilimitada para ser apreciada por todos. Según leyendas, la aldea está embrujada por un soucouyant y el fantasma del propio Loppinot (como se ve en Ghost Hunters International).
Lopinot posee una gran influencia por su mezcla de culturas, hispana, patoi y africana. Los habitantes de Lopinot son conocidos como Cocopayol y su música tradicional es el Parang que incorpora elementos de la música venezolana y ritmos africanos. La Fiesta de Lopinot es el evento cultural más importante de este pueblo donde anualmente se hacen demostraciones musicales y folklóricas de las tradiciones de este pueblo.

## Demografía
Datos demográficos de la villa de Lopinot Village:
| Gráfica de evolución demográfica de Lopinot Village entre 2000 y 2011 |
|                                                                       |